# Wir sind Helden
Wir sind Helden ([viːɐ zɪnt ˈhɛldən], německy My jsme hrdinové) je německá skupina původem z Berlína. Jejími členy jsou Judith Holofernes (zpěv, kytara), Jean-Michel Tourette (kytara, klávesy), Pola Roy (bicí) a Mark Tavasol (baskytara). Skupina vznikla v roce 2000, vydala od té doby čtyři alba a je aktivní dodnes.

## Historie

### Vznik (2000)
Judith Holofernes, vedoucí zpěvačka skupiny, vystupovala už před založením Wir sind Helden v menších berlínských klubech jako sólová zpěvačka s kytarou a vydala také vlastní CD Kamikazefliege/Kamikadzemoucha, které ale nebylo příliš úspěšné. Vyšlo v nákladu 500 kusů a ty jsou nyní, po velkém úspěchu Wir sind Helden, cennými sběratelskými artefakty. Při hledání muzikantů, kteří by mohli doprovázet její zpěv, potkala Holofernes v roce 2001 v Hamburku bubeníka Pola Roye a kytaristu a keyboardistu jménem Jean-Michel Tourette a hned se s nimi spřátelila. Na začátku vystupovala skupina pod jménem Judith Holofernes a zveřejnila několik titulů v online hudební platformě BeSonic. Basistu Marka Tavassola navrhl jako člena skupiny teprve později jeho kamarád Pola Roy. Tavassol přijal a vstoupil do skupiny, vystupující tehdy pod názvem Helden/Hrdinové. Jméno mělo připomínat singl Davida Bowieho Heroes/Hrdinové.

### Začátky (2002–2004)
V roce 2002 se na Newcomer-Abend o skupinu ke skupině dostal producent Patrik Majer, společně vydali několik titulů a zveřejnili EP Guten Tag/Dobrý den. Vyšlo ve velmi malém nákladu 3000 kusů a proslavila skupinu nejprve jen v rámci Berlína, kde ji pravidelně hrálo místní rádio Radioeins. S písní Guten Tag se Wir sind Helden roku 2002 ještě bez major label dostali do německých hitparád singlů. Za svůj brzký úspěch vděčí skupina z velké části tzv. guerilla marketingu. Fanoušci si mohli koupit samolepky a ručně pomalovaná trička, a tím tak dělat dále kapele reklamu. Popularita Wir sind Helden se zvýšila také po vystoupení Judith Holofernes v Harald Schmidt Show.
Roku 2003 následovalo zveřejnění prvního alba, Die Reklamation/Reklamace. Album okamžitě vystoupalo na šesté místo německých hitparád, dosáhlo druhého místa a patřilo k nejprodávanějším albům roků 2003 a 2004.

### Úspěch (2005–2007)
Přední pozice německých a rakouských hitparád dosáhli Wir sind Helden v roce 2005 i se svým druhým albem Von hier an blind/Odsud naslepo již v prvním týdnu po zveřejnění. Také prvotní dílo, Die Reklamation, se roku 2005 vrátilo znovu do hitparád a dosáhlo krátkodobě 38. místa. Dohromady se od obou alb prodalo v Německu přes 1,2 miliónů kusů.
Wir sind Helden vystoupili 2. července 2005 v Berlíně v rámci celosvětového benefičního koncertu Live-8. Po zveřejnění druhého alba se pokusili proniknout i na hudební trhy jiných zemí a přezpívali proto některé své písně do jiných jazyků. V roce 2005 vytvořili Sā itte miyō (jap. さあ行ってみよう), japonskou verzi Von hier an blind, v roce 2006 následovalo vydání titulů z Die Reklamation a Von hier an blind pro francouzský trh, které obsahovalo jako doplněk francouzské verze Von hier an blind (franc. Le vide), Guten Tag (franc. La réclamation) a Aurélie (franc. Aurélie, c'est pas Paris).
25. května 2007 se objevilo jejich třetí album Soundso, které během jednoho týdne získalo druhé místo v hitparádách v Německu i Rakousku. Jako před-single bylo už 27. dubna k dostání Endlich ein Grund zur Panik/Konečně důvod k panice. Jako druhý single byla 6. července zveřejněna píseň Soundso dohromady s unplugged-verzí jednoho FM4-koncertu. Další singly Kaputt/Rozbitý
 a Die Konkurrenz/Konkurence byly vydány v roce 2008.

### Pauza a čtvrté album
Po vydání alba Soundso si kapela vzala dovolenou, aby si odpočinula. Během pauzy, v létě 2009, se Judith a Polovi narodilo druhé dítě, dcera Lucille. V roce 2010 se skupina vrátila s novým albem, Bring mich nach Hause/Vezmi mě domů.

## Tvorba

### Texty
Holofernes kritizuje ve svých textech komerci (Guten Tag/Dobrý den), nedostatek snahy (Müssen nur wollen/Musíme jen chtít), neústupná pravidla (Ist das so?/Je to tak?), nebo hudební průmysl (Zuhälter/Kuplíř) a generaci zpěvaček, které za svůj úspěch vděčí spíše svému vzhledu než hudebnímu nadání (Zieh dir was an/Obleč si něco). Také láska je tématem mnoha jejích písní, někdy v humornější (Aurélie), jindy ve vážnější podobě (Außer dir/Kromě tebe). Písní Heldenzeit/Hrdinské časy odpovídá na často kladenou otázku, proč se skupina pojmenovala „Wir sind Helden“ a ve Wütend genug/Dost naštvaná se Judith zabývá výčitkou, že má pověst až příliš hodné ženy.

### Styl hudby
První album od Wir sind Helden, Die Reklamation, obsahuje především prvky elektropopu a připomíná hudebně „Neue Deutsche Welle/Novou německou vlnu“. Některé písně pocházejí ještě z doby sólové kariéry Judith Holofernes. Druhé album, Von hier an blind je celkové zaměřeno spíše kytarově. V Soundso je styl kapely vyzrálejší než na předchozích albech.

### Význam
Wir sind Helden byli považováni za zakladatele hnutí, které v roce 2004 zplodilo další malé německé skupiny - jako třeba Silbermond a Juli. Především druhé uvedené bylo čas od času vytýkáno, že Wir sind Helden kopíruje. Tyto skupiny jsou často zařazovány do směru „Neue Neue Deutsche Welle/nová nová německá vlna“.
Rockové skupiny Astra Kid, Olli Schulz und der Hund Marie a zpěvák Clueso získali popularitu svými výstupy jako předkapely pro Wir sind Helden.

## Zajímavosti
- Judith Holofernes a Pola Roy jsou manželé a v prosinci 2006 se jim narodil syn Friedrich.
- Píseň Aurélie napsala Holofernes pro svou francouzskou přítelkyni Aurélii Audemar, kterou v Berlíně zpočátku popouzely kulturní rozdíly mezi Francií a Německem, hlavně vzájemné chování mužů a žen. Aurélie Audemar také přeložila některé písně (mj. Aurélie, Soundso, Panik) do francouzštiny.
- Wenn es passiert/Až se to stane se v létě 2006 spíše náhodou stalo hitem, když bylo pravidelně hráno při závěrečných titulcích nizozemského sportovního studia k fotbalovému mistrovství světa 2006 a tak se stalo známým v celé zemi.
- V rámci tak zvaných „iTunes Foreign Exchange“-projektů převzala skupina song When Your Heart Stops Beating od +44 a převedla do němčiny (výsledek se jmenuje Wenn dein Herz zu schlagen aufhört/Když tvé srdce přestane tlouct). Americká kapela zase na oplátku přezpívala Guten Tag. Obě písně byl zveřejněny 4. července na iTunes Store.
- V roce 2004 zpívala Judith Holofernes hlas v pozadí pro dvě písně německé skupiny Tele. O tři roky později si spolu zazpívali Holofernes a zpěvák kapely Tele (Francesco Wilking) ve Für nichts garantieren/Nic negarantujeme duet, který můžete najít na nejnovějším albu Wir sind Helden.
- Ve videu k Wenn es passiert hraje hlavní roli herec Axel Prahl (Místo činu).
- V albu Warten auf den Bumerang od Olli Schulz und der Hund Marie (jedna ze skupin, kteří vystupovali jako předkapely WSH, viz výše) zpívá Judith Holofernes v písni Armer Vater hlas v pozadí.
- V rámci svého koncertu při „Rock am Ring 2007“ provedla skupina pro vědecký magazín Quarks & Co a Geoforschungszentrum Potsdam (centrum pro výzkum Země Postupim) s pomocí 50.000 diváků zemětřesný experiment.
- Titul Endlich ein Grund zur Panik je zastoupen v soundtracklistu počítačové hry "FIFA 08".
- Titul Guten Tag je zastoupen v soundtracklistu počítačové hry "FIFA 04".

## Diskografie

### Studiová alba
| Rok  | Album                 | Prodej                 | Umístění v žebříčku  |
| ---- | --------------------- | ---------------------- | -------------------- |
| 2003 | Die Reklamation       | 800 000 (4× platinové) | DE #2, AT #3, CH #38 |
| 2005 | Von hier an blind     | 500 000 (2× platinové) | DE #1, AT #1, CH #5  |
| 2007 | Soundso               | 100 000 (1× zlaté)     | DE #2, AT #2, CH #11 |
| 2010 | Bring mich nach Hause | -                      | –                    |

### Singly

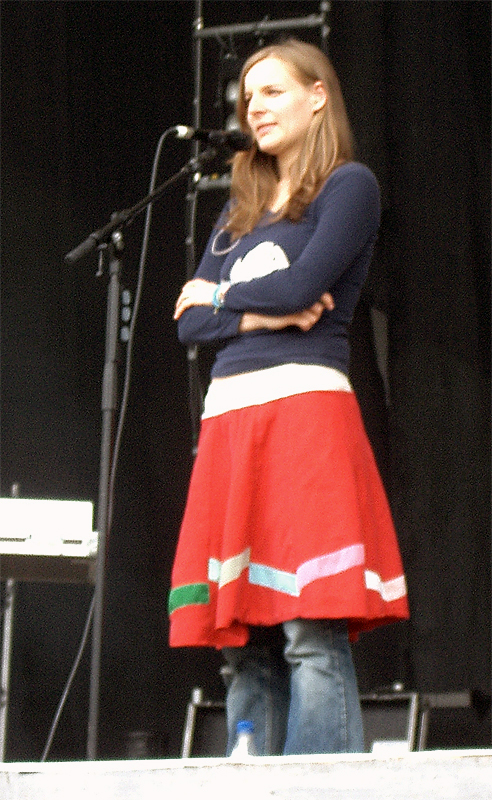
Judith Holofernes

| 2003 | Guten Tag                   | Die Reklamation   | 53 | —  | —  | —  |
| 2003 | Müssen nur wollen           | Die Reklamation   | 57 | —  | —  | —  |
| 2003 | Aurélie                     | Die Reklamation   | 47 | —  | —  | —  |
| 2004 | Denkmal                     | Die Reklamation   | 26 | 41 | —  | —  |
| 2005 | Gekommen um zu bleiben      | Von hier an blind | 24 | 4  | 39 | —  |
| 2005 | Nur ein Wort                | Von hier an blind | 28 | 13 | —  | —  |
| 2005 | Von hier an blind           | Von hier an blind | 42 | 57 | —  | —  |
| 2006 | Wenn es passiert            | Von hier an blind | 41 | 34 | —  | 36 |
| 2007 | Endlich ein Grund zur Panik | Soundso           | 34 | 32 | —  | —  |
| 2007 | Soundso                     | Soundso           | 62 | —  | —  | —  |
| 2008 | Kaputt                      | Soundso           | 69 | —  | —  | —  |
| 2008 | Die Konkurrenz              | Soundso           | —  | —  | —  | —  |

### Další produkce
- 1999: Kamikazefliege (sólové album Judith Holofernes, na kterém již byly zařazeny písně Aurélie a Außer Dir, náklad 500 kusů)
- 2002: Guten Tag (pětistopové EP ve vlastní režii, náklad 3000 kusů)
- 2003: Rio Reiser Familienalbum – Eine Hommage (v albu vystoupili Wir sind Helden s písní Halt dich an deiner Liebe fest)
- 2004: Die rote Reklamation (opětovné zveřejnění Die Reklamation s červeným obalem a bonusovým DVD)
- 2006: Wir sind Helden (dohromady dané písně z Die Reklamation a Von hier an blind pro francouzský trh společně se třemi písněmi ve francouzštině)
- 2007: Live in London (šestistopové živé EP z iTunes hudebního festivalu v Londýně, dosažitelný pouze na iTunes)
- 2008: Wir sind Helden - Informationen zu Touren und anderen Einzelteilen (deník Wir sind Helden, kniha o životě skupiny a o hudebním businessu; obsahuje mimo jiné příspěvky z online-deníku Judith Holofernes)

## Ocenění
•Echo/Ozvěna

2004 Bester nationaler Radio-Nachwuchs, Bester Newcomer National, Bestes deutsches Newcomer-Video, Marketing (EMI)/Nejlepší národní radiový dorost, nejlepší národní nováčci, nejlepší německé nováčkovské video, marketing (EMI)

2006 Beste nationale Rock/Pop-Gruppe/Nejlepší národní rock/popová skupina
•1Live Krone/Jedna koruna živě

2003 Bester Newcomer/Nejlepší nováčci

2004 Bester Live-Act/Nejlepší živý výstup

2005 Bestes Album (Von hier an blind)/Nejlepší album
•European Border Breakers Award

2005